# Dasalapur, Hassan
Dasalapur là một làng thuộc tehsil Hassan, huyện Hassan, bang Karnataka, Ấn Độ.